# (33026) 1997 PD6
1997 PD6 (asteroide 33026) é um asteroide da cintura principal. Possui uma excentricidade de 0.19591460 e uma inclinação de 5.20891º.
Este asteroide foi descoberto no dia 5 de agosto de 1997 por John Broughton em Reedy Creek.